# 3549 Hapke
3549 Hapke este un asteroid din centura principală, descoperit pe 30 decembrie 1981 de Edward Bowell.